# Этолийский союз

Греция и Македония
(200 году до н. э.)

Этолия (др.-греч. Αἰτωλία) — в древности область средней Греции.

## География
Этолия граничила на западе с Акарнанией по реке Ахелой, на востоке — с Локридой и Доридой (по линии, параллельной течению реки Эвен и к востоку от этой реки), на севере — с областью долопов и амфилохов и разделявшаяся Панэтолийским хребтом на две части: северную, дикую и некультурную, населённую варварскими племенами, и южную — плодородную и политически сильную, так называемую Древнюю Этолию. Жителями последней (эолийцами) была заселена пелопоннеская область Элида, занятая, по преданию, этолийцем Оксилом, которому дорийцы, при переселении в Пелопоннес, передали предводительство.
На юге Древней Этолии находились два упоминаемые в мифах города Плеврон и Калидон, территория которых составляла особую область Эолиду и из которых последний в эпоху Пелопоннесской войны до 392 года до н. э. находился во владении пелопоннесских ахейцев. Покрытая лесом горная цепь Аракинф отделяет прибрежную низменную равнину от внутренней, весьма плодородной (др.-греч. μέγα πεδίον), с главным городом Фермом при Трихонийском озере.
Северная часть страны (так называемая Приобретённая Этолия) была населена иллирийскими племенами — аподотами, эвританами, офионами, каллийцами, агрейцами, амфилохами (последние в разные времена считались принадлежащими то к Эпиру, то к Акарнании).

## Этолийский союз
Уже в V веке до н. э. три этолийских племени — аподоты, офионы и эвританы — объединились в союз. Первые сведения об общем этолийском союзе (др.-греч. κοινὸν τῶν Αἰτωλῶν) восходят к 322 году до н. э. Позднее к союзу примкнули локры, ещё позднее — дельфийцы, дорийцы и часть Акарнании (266 год до н. э.). В 245 году до н. э. к нему присоединились на некоторое время беотийцы, около 229 года до н. э. — южные города Фессалии. Кроме того, к Союзу принадлежали некоторые пелопоннесские города и даже местности за пределами греческого материка. Таким образом, союз, бывший первоначально племенным, разросся до размеров крупного политического образования, поглотив Дельфийскую амфиктионию.
Период наивысшего территориального и политического развития союза относится ко времени войны между спартанским царём Клеоменом III и Ахейским союзом. После битвы при Селласии Македония и ряд областей Греции основали новый Эллинский союз, что ослабило значение Этолийского союза — от него отпали акарнанцы, фокейцы, беотийцы и фессалийцы.
После смерти Антигона III Досона (221 год до н. э.) этолийцы задумали вернуть себе утраченное влияние и прежде всего завоевать Мессению, которая была намерена примкнуть к Эллинскому союзу. Мессенцы обратились к ахейцам, и между этолийцами и ахейцами началась Союзническая война, окончившаяся после страшного разгрома греческих областей, в 217 год до н. э. Навпактским миром, по которому воюющие стороны должны были удержать за собой имевшиеся у них в момент заключения мира владения.
Вскоре Филипп V (220—179) начал войну с римлянами, к которым в качестве союзников присоединились этолийцы, спартанцы, мессенцы, элейцы и афиняне. Главную тяжесть войны должны были нести этолийцы. Крайне истощённые войной, они в 205 год до н. э. заключили отдельный мир с Филиппом и вошли в эллинский союз, к которому вскоре примкнул и Рим.
В 200 год до н. э. началась вторая римско-македонская война, во время которой этолийцы сражались на стороне римлян. При их участии была одержана победа римлян над македонянами при Киноскефалах (в 197 году до н. э.). За это в 196 году до н. э. они получили Локриду, Фокиду, Амбракию и Ойниады; но так как притязания их были чрезмерны, то римляне заключили союз с ахейцами, этолийцы же, соединившись с Антиохом III, в 191 году до н. э. были разбиты при Фермопилах. После окончательной победы римлян над Антиохом III в 189 году до н. э. этолийцы были вынуждены просить мира, который был дан им под условием уплаты 500 талантов контрибуции и признания верховной власти римского сената. Этим был нанесён окончательный удар существованию Этолийского союза.

## Организация
Во главе союза стоял союзный предводитель или стратег, созывавший войско по постановлению союзного собрания, имевший главное начальство во время войны и руководивший заседаниями совета и собрания. Другими видными должностными лицами были гиппарх (начальник конницы), секретарь, казначей: все они избирались народным собранием немедленно после осеннего равноденствия.
Союзный совет — синедрион, состоявший из представителей отдельных городов, рассматривал важные текущие дела, подготовлявшиеся для союзного собрания, и вёл переговоры с иностранными государствами. Народные собрания — синоды созывались обязательно раз в год (в Ферме) для избрания должностных лиц, а по мере необходимости — в любом союзном городе. Решению собрания подлежали вопросы о войне и мире, о заключении договоров, о податях, о введении новых и отмене старых законов.
Кроме того, этолийцам разрешалось проводить частные грабительские экспедиции, что стало для них основным источником доходов.